# Gli dei di Marte
Gli dei di Marte (The Gods of Mars) è un romanzo di fantascienza avventurosa scritto da Edgar Rice Burroughs, pubblicato per la prima volta a puntate nel 1913 nella rivista The All-Story e in volume nel 1918. È il seguito del romanzo La principessa di Marte e il secondo libro del Ciclo di Barsoom.

## Trama
Dopo aver spiegato come lui (Burroughs) sia entrato in possesso del testo, inizia la storia vera e propria inizia con il suo ritorno su Barsoom (Marte) dopo una separazione di dieci anni con Dejah Thoris (alla fine del primo libro, La principessa di Marte, John Carter è stato trasportato a malincuore sulla Terra), il loro bambino non ancora nato, e il popolo marziano rosso della nazione di Helium, che ha adottato come suo. Sfortunatamente, Carter si materializza nell'unico luogo di Barsoom da cui nessuno può partire: la Valley Dor, che è l'aldilà di Barsoom. 
Dopo l'arrivo di John Carter, una barca di marziani verdi cade in un'imboscata sul fiume Iss da parte degli uomini pianta precedentemente sconosciuti. L'unico sopravvissuto è il suo amico Tars Tarkas, il Jeddak (capo) dei Thark, che ha intrapreso il pellegrinaggio nella Valle Dor per trovare Carter. Avendo salvato la propria vita, Carter e Tars Tarkas scoprono che i Thern, una specie di divinità autoproclamate dalla pelle bianca , hanno per eoni ingannato i Barsoomiani altrove con la menzogna che il pellegrinaggio alla Valley Dor sia un viaggio in paradiso. In realtà la maggior parte di quelli che giungono là viene uccisa dalle bestie che abitano qui e i sopravvissuti ridotti in schiavitù o mangiati da Therns.
Carter e Tars Tarkas salvano Thuvia, una schiava, e tentano di scappare, sfruttando la confusione causata da un attacco dei Pirati Neri di Barsoom ai danni dei Thern. Carter si fa strada a bordo di un velivolo, uccidendo tutti i pirati tranne uno e salvando una principessa Thern prigioniera. Dal pirata catturato Xodar, Carter apprende che anche i pirati neri, chiamati i "Primogeniti", si considerano dei e di conseguenza predano i Thern; e inoltre identifica la prigioniera Thern come Phaidor, figlia del "Santo Hekkador" (sommo sacerdote) dei Therns. Quando il loro mezzo viene ripreso dal Primogenito e portato nel loro regno sotterraneo di Omean, Carter viene portato davanti a Issus, l'autoproclamata dea di Barsoom, che detta istruzioni ai Thern attraverso comunicazioni segrete che scambiano per rivelazione divina.
Issus prende Phaidor come ancella per un anno marziano; mentre Carter è imprigionato, con Xodar come suo schiavo per punirlo di essere stato sconfitto da Carter. Ma Carter lo tratta con onore e così ottiene la sua amicizia. In prigione, incontrano un giovane in seguito identificato come il figlio di Carter, Carthoris, con il quale Carter viene portato a una serie di giochi in cui le ancelle dell'anno precedente vengono uccise e successivamente mangiate da Issus e dai suoi notabili. Carter guida una rivolta dei prigionieri, uccidendo molti dei Primogeniti; e dopo aver represso la loro rivolta, lui e Carthoris scappano attraverso un tunnel, e si danno a guardie ignare della rivolta per essere riportati alla loro prigione. Dopo aver saputo della rivolta, Xodar rifiuta la divinità di Issus e si unisce agli altri in fuga. Dopo aver abbandonato il loro aereo, incontrano Thuvia, che descrive la cattura di Tars Tarkas da parte dei guerrieri verdi di Warhoon (un clan rivale del suo). Carter va a salvare Tars Tarkas, ma viene scoperto. Dopo un inseguimento, Thuvia viene inviata in salvo da sola, a cavallo, mentre gli uomini tentano una presa di posizione contro i Warhoon. Vengono salvati dalla marina di Helium ma non trovano Thuvia. Al comando di una delle navi da guerra c'è l'amico di Carter, Kantos Kan, la flotta è comandata da Zat Arras, un Jed (capo) dello ostile stato cliente di Zodanga, e Carter è sospettato di tornare dalla Valle del Dor, atto punibile con la morte.
Tardos Mors, il Jeddak di Helium, e Mors Kajak, il Jed di Hastor (rispettivamente il nonno e il padre di Dejah Thoris, e quindi i suoceri di Carter) sono assenti da Helium, alla ricerca di Carthoris con le loro flotte. Più tardi, Carter scopre che Dejah Thoris potrebbe aver intrapreso il pellegrinaggio nella Valley Dor per trovarlo.
Al ritorno a Helium, Carter viene processato per eresia dagli abitanti di Zodanga; ma la gente di Helium non lo tollera. Zat Arras imprigiona Carter dopo aver rifiutato l'offerta di libertà in cambio dell’appoggio a Zat Arras come Jeddak di Helium, e viene imprigionato per un anno terrestre finché suo figlio non lo libera. Successivamente va a salvare Dejah Thoris con un’enorme flotta di mezzi volanti e un esercito sterminato di esploratori e guerrieri sia umani che marziani verdi.
Vicino a Omean, Carter viene prima sfidato dai Therns con una flotta di migliaia di corazzate. Carter invia dieci corazzate per proteggersi dalla flotta del Primo Nato quindi ingaggia la flotta dei Thern. Dopo che i guerrieri Verdi hanno inflitto ai Thern una pesante perdita, Carter ordina ai guerrieri Verdi di attaccare la flotta di navi comandata da Zat Arras e quella dei Thern che hanno ricominciato a sparare.
Dopo aver preso una nave Thern, Carter si unisce a Kantos Kan, che ha dato il via al suo colpo di stato. A bordo della flotta di Zat Arras, gli equipaggi di Helium insorgono contro i soldati di Zodanga e prendono il controllo di tutte le navi della flotta di Zat Arras, ad eccezione della sua nave ammiraglia. Che viene presa da Carter con una squadra di abbordaggio. Zat Arras si getta in mare verso la morte piuttosto che  arrendersi.
Dopo aver notato che le navi da guerra dei Thern e dei Primigeniti combattono ogni volta che si incontrano, ordina alle sue navi  di disimpegnarsi e ritirarsi a sud-ovest della battaglia. Ordina anche ai guerrieri Verdi di imbarcarsi nuovamente sui loro trasporti per unirsi alla flotta principale. Carter dà a Xodar il comando di 5.000 corazzate e dei trasporti e lo manda direttamente al Tempio di Issus, con l'ordine di sbarcare nel giardino o nella pianura circostante. Carter, Carthoris e Kantos Kan avrebbero guidato il resto della flotta (500 navi) a Omean, per attaccare attraverso le fosse sotto il tempio. Yersted, il comandante di un sottomarino Primogenito che hanno catturato,  dice a Carter che Dejah Thoris è ancora viva. Prima, Carter l'aveva dichiarata morta. Questo dà la forza a Carter di radunare una potenza di 5.000 uomini, guidata da Carthoris attraverso le fosse sotto il Tempio di Issus.
Tuttavia, i tunnel si stanno lentamente allagando, a causa dell'arresto delle pompe di Omean. Durante la marcia, l'acqua era salita a un livello tale che Carter è costretto a chiamare una parte delle truppe per entrare in un tunnel diverso. Le vittime furono minime. Inoltre, durante la marcia, è stato appiccato un incendio chimico nel tunnel in cui stanno marciando, presumibilmente dai Primigeniti. In poco tempo, il fumo diviene così intenso che sono costretti a risalire il tunnel nella speranza di una morte più accettabile per annegamento. Tuttavia, riesce a fuggire attraverso l'ennesimo tunnel, che lo ha porta da Dejah Thoris. La nasconde nelle fosse da cui era appena uscito e va a cercare i suoi uomini. Si ritrovò in una camera in cui 500 individui, sia Marziani Rossi che Primigeniti, combattono fino alla morte. Con l'aggiunta di Carter, le linee nere si infrangono e i guerrieri Primigeniti fuggono. Guidando i sopravvissuti della forza rossa, torna là dove nascose Dejah Thoris, ma è scomparsa, Carthoris l’ha condotta nella camera di Issus. Quest’ultima durante il suo folle sfogo dice a Carter che Dejah Thoris, Thuvia e Phaidor sono imprigionati nel Tempio del Sole, ciascuna delle cui stanze si apre solo una volta all'anno. Issus le ha messe lì appositamente per far dispetto a Carter, poiché era consapevole che tutti e tre erano innamorate di lui. Carter e i suoi uomini si affrettano a trovare le chiavi della loro cella in tempo, ma non ci riescono. Immediatamente prima che la loro stanza si chiuda, Phaidor tenta di uccidere Dejah Thoris e il suo successo o fallimento rimangono sconosciuti in un cliffhanger risolto solo nel freeze libro del ciclo I Signori della Guerra di Marte

## Edizioni in italiano
- Edgar Rice Burroughs, Gli dei di Marte, Giunti Bemporad Marzocco, Firenze 1974
- Edgar Rice Burroughs, John Carter: gli dei di Marte, Giunti Bemporad Marzocco, Firenze 1974
- Edgar Rice Burroughs, Gli dèi di Marte, Compagnia del fantastico, Roma 1994
- Edgard Rice Burroughs; Gli Dei di Marte, con illustrazioni di S. Arcas, RBA, Milano 2021